# Avon Championships of Florida 1979
L'Avon Championships of Florida 1979 è stato un torneo di tennis giocato sul cemento indoor. È stata la 5ª edizione del torneo, che fa del WTA Tour 1979. Si è giocato a Hollywood negli USA dal 22 al 28 gennaio 1979.

## Campionesse

### Singolare
Greer Stevens ha battuto in finale  Dianne Fromholtz con il punteggio di 6–4, 2–6, 6–4

### Doppio
Tracy Austin /  Betty Stöve hanno battuto in finale  Rosie Casals /  Wendy Turnbull con il punteggio di 6–2, 2–6, 6–2